# Остин Эйрис
Дэниел Хили Солволд-младший (англ. Daniel Healy Solwold Jr., род. 15 апреля 1978, Милуоки, Висконсин) — американский рестлер, известеный под именем О́стин Э́йрис (англ. Austin Aries).
Наиболее известен по выступлениям в Impact Wrestling, где он стал трехкратным чемпионом мира Impact и шестикратным чемпионом икс-дивизиона Impact, а также в Ring of Honor (ROH), где он стал первым многократным чемпионом мира ROH. Он также известен по своей работе в WWE, где он выступал в полутяжёлом дивизионе, а также был комментатором. За время работы в TNA/Impact и ROH Эйрис стал обладателем 14 чемпионских титулов, а также титулов во многих международных и американских независимых промоушенах.
Эйрис начал выступать в ROH в 2004 году, присоединившись к группировке Generation Next. Вместе со своим товарищем Родериком Стронгом он стал командным чемпионом мира ROH, а на крупнейшем событии ROH — Final Battle 2004 — победил Самоа Джо и завоевал титул чемпиона мира ROH, завершив 645-дневное чемпионство последнего. Он вернул себе титул в 2009 году, став первым многократным чемпионом. После перехода в Impact Wrestling, тогда известный как Total Nonstop Action Wrestling (TNA), Эйрис шесть раз выигрывал титул чемпиона икс-дивизиона. Его первое чемпионство — самое продолжительное в истории титула (301 день). Он создал правилос «Вариант С», обменяв титул на возможность завоевать титул чемпиона мира TNA в тяжелом весе на Destination X, и выиграл титул. Он также выиграл титул командного чемпиона мира TNA и гранд-чемпионство Impact, став чемпионом Большого шлема в Impact Wrestling.

## Личная жизнь
С 2011 года Эйрис является веганом и снимается в роликах PETA, пропагандирующих такой образ жизни. С 2012 по 2018 год Эйрис встречался с коллегой, рестлером Зелиной Вега. Эйрис также болеет за команды «Грин-Бей Пэкерс», «Милуоки Брюэрс» и «Милуоки Бакс» и в детстве играл в американский футбол и бейсбол. У Эйриса на верхней части левой руки вытатуирован китайский иероглиф 羊, означающий китайский перевод слова «Овен», которое является его именем на ринге и знаком зодиака. По состоянию на начало 2018 года Эйриса проживал в Орландо, Флорида.

## Титулы и достижения
- Defiant Wrestling
  - Чемпион Defiant (1 раз)[5]
- DEFY Wrestling
  - Чемпион DEFY Wrestling (1 раз)[6]
- European Pro Wrestling
  - Чемпион EPW в тяжёлом весе (1 раз)
- International Pro Wrestling: United Kingdom
  - Чемпион мира IPW:UK (1 раз)
- Mid-American Wrestling
  - Чемпион MAW в полутяжёлом весе (1 раз)[7]
- Midwest Championship Wrestling
  - Чемпион MCW в полутяжёлом весе (1 раз)[7]
- Midwest Independent Association of Wrestling
  - Чемпион MIAW в полусреднем весе (2 раза)[7]
- Minnesota Independent Wrestling
  - Чемпион MIW в полусреднем весе (2 раза)[7]
- NWA Midwest
  - Чемпион икс-дивизиона NWA Midwest (1 раз)[7]
- Neo Pro Wrestling
  - Чемпион NPW в полусреднем весе (2 раза)[7]
- Pennsylvania Premiere Wrestling
  - PPW Heavyweight Championship (1 раз)[8]
- Pro Wrestling Illustrated
  - № 12 в топ 500 рестлеров в рейтинге PWI 500 в 2013[9]
- Pro Wrestling WAR
  - Чемпион PWW в тяжёлом весе (1 раз)[7]
- Ring of Honor
  - Чемпион мира ROH (2 раза)[10]
  - Командный чемпион мира ROH (1 раз) — с Родериком Стронгом[11]
- Steel Domain Wrestling
  - Командный чемпион SDW (1 раз) — с Тедом Диксоном[7]
- Total Nonstop Action Wrestling/Impact Wrestling
  - Гранд-чемпион Impact (1 раз)
  - Чемпион мира TNA в тяжёлом весе / Чемпион мира Impact (3 раза)[12]
  - Командный чемпион мира TNA (1 раз) — с Бобби Рудом
  - Чемпион икс-дивизиона TNA (6 раз)
  - Feast or Fired (2015 — контакт за титул чемпиона мира TNA в тяжёлом весе)
  - Пятый чемпион Тройной короны TNA
  - Пятый чемпион Большого шлема Impact[13]
- Unify Championship Entertainment
  - Чемпион мира Unify (1 раз)
- World Series Wrestling
  - Чемпион мира WSW в тяжёлом весе (2 раза)[14]
- Xtreme Wrestling Alliance
  - XWA Xtreme Rumble (2018)[15]